# Primul Asediu al Vienei

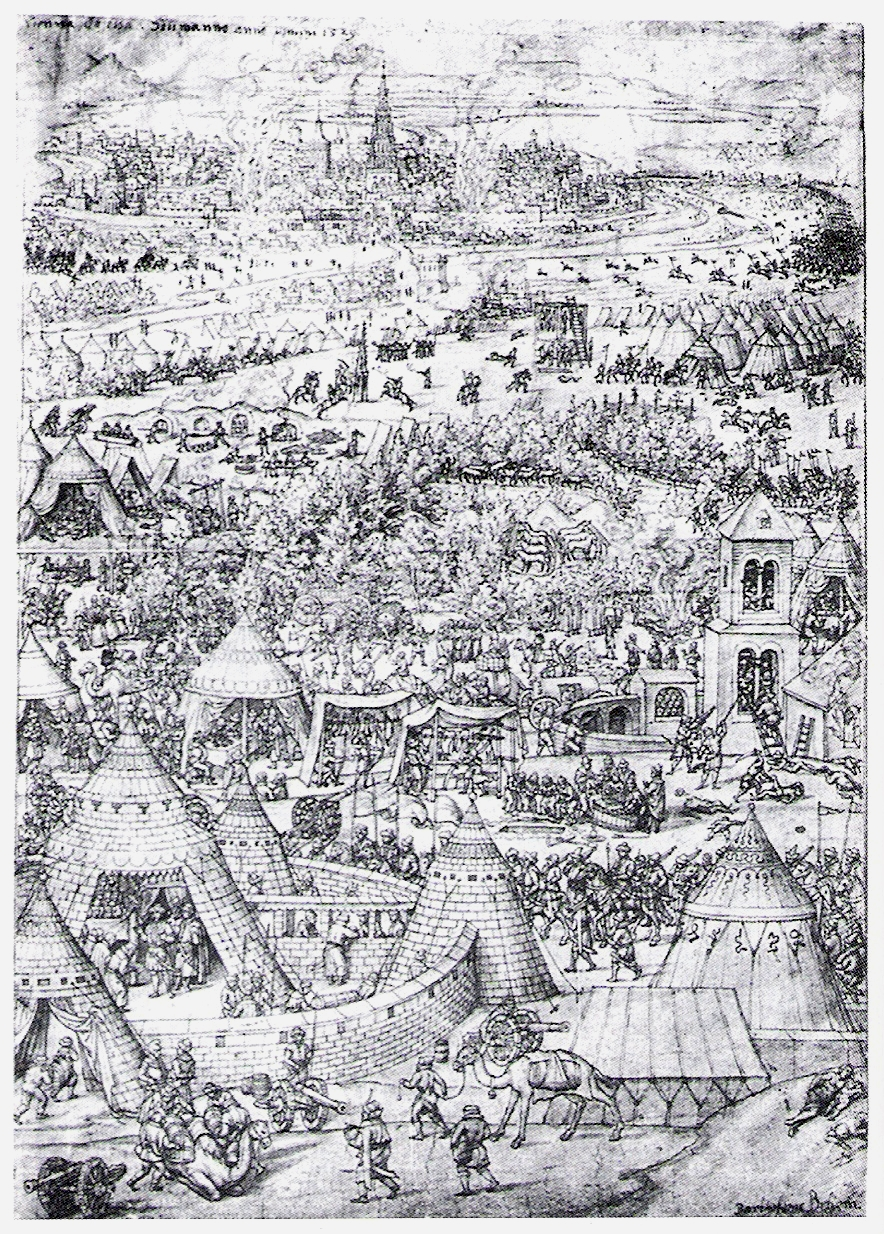
Asediul Vienei

Primul Asediu al Vienei de către turci și aliații moldoveni a durat din data de 27 septembrie până la data de 14 octombrie 1529, când Soliman I s-a retras cu pierderi însemnate. Cifra pierderilor este încă controversată, ea variind între 20.000 și 40.000 de soldați turci căzuți în luptă.

## Cauze

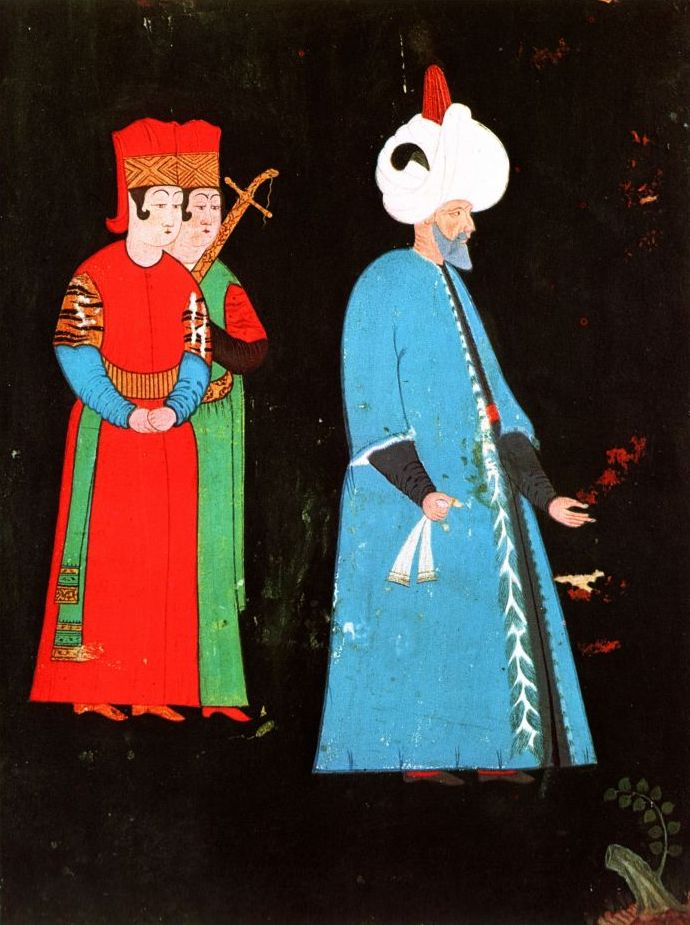
Soliman I Magnificul în lupta de la Mohács

De când osmanii de origine turcă și-au consolidat în 1354 o bază militară în Galipoli, și până la sfârșitul secolului al XV-lea, aceștia s-au extins în cea mai mare parte a sudului Europei. Au zdrobit și ocupat Imperiul Bizantin, au ocupat o mare parte din Grecia, dar și Macedonia, Bulgaria, Serbia, Herțegovina. În același timp, o mare parte din Asia Mică a fost integrată în Imperiul Otoman. La începutul secolului al XVI-lea continuă expansiunea în regiunile arabe și persane.
În timpul sultanului Soliman I (Magnificul), regatul Ungariei (1520) devine țelul cuceririlor otomane. Belgradul cade în anul 1521, iar în 1526 are loc dezastrul de la Mohács, care a pecetluit soarta Ungariei. În această luptă a căzut și regele Ungariei Ludovic II (Lajos II), ultimul reprezentant al monarhiei ungare. Prin aceasta a devenit posibilă pretenția Habsburgică de a ocupa tronul Ungariei, însă lui Ferdinand I (mai târziu Împărat al Sfântului Imperiu Roman) i se împotrivește Ioan Zapolya, acesta fiind sprijinit de o mare parte din nobilimea maghiară. De acest conflict profită Soliman I, care, sprijinindu-l pe I. Zapolya, pornește o campanie militară împotriva lui Ferdinand, regele Boemiei și Austriei. O mare parte din armata habsburgică se afla în Italia, angajată în lupte cu Franța, ocazie favorabilă atacului otoman.

## Desfășurare

### Începutul Asediului
La 10 aprilie 1529 armata otomană pornește din Constantinopol spre vest. În timp ce trecea prin Europa de est, pe traseu s-au alăturat întăriri din unele din garnizoanele turcești, ceea ce a dus la formarea unei armate puternice, căreia i s-au alăturat, în afară de turci, și soldați din teritoriile ocupate, ca de exemplu din Ungaria. Din cauza timpului ploios și drumurilor desfundate, avansarea armatei s-a încetinit mult, aceasta ajungând abia după 5 luni (pe 23 septembrie) la porțile Vienei. O avangardă de 20.000 de călăreți otomani avea rolul de a zdrobi rezistența populației locale. La data de 27 septembrie, Viena era complet încercuită. Oastea otomană însuma circa 250.000 de soldați și era alcătuită din 80.000 de osmani, 6.000 sârbi (renegați din armată de Zápolya) și 6-8.000 moldoveni, pe lângă numeroși călăreți din Anatolia (spahii), 20.000 de ieniceri. Drumurile desfundate din Ungaria au împiedicat însă transportul tunurilor grele, reușind numai transportul a 300 de tunuri ușoare. Pentru transport au fost folosite și 22.000 de cămile.
Viena, ca organizare, era un oraș-garnizoană cu o Miliție de apărare de câteva sute de mercenari germani și spanioli. Viena era apărată în total de 22.000 de infanteriști și de 2000 de călăreți. Mercenarii erau înarmați cu archebuze și țăpini și erau bine antrenți din războiul din Italia. Dacă zidurile cetății ar fi fost peste tot într-o stare bună, ar fi asigurat un mare avantaj apărătorilor Vienei. Ajutorul solicitat de principele Ferdinand a rămas în mare parte neîndeplinit, iar el a așteptat zadarnic ajutorul fratelui său Carol Quintul, care era angajat în lupte cu Franța.
Organizarea orașului era asigurată de Niklas Graf Salm și Wilhelm von Roggendorf. Primul s-a preocupat de repararea și întărirea zidurilor de apărare cu pământ și a postat 72 de tunuri de apărare. Pentru a face câmp liber de tragere a tunurilor de apărare, el a ordonat dărâmarea caselor respective, a evacuat mii femei și copii din calea turcilor (care luau sclavi). Deja la 27 septembrie Soliman I trimite o solie pentru predarea garnizoanei Vienei, cu promisiunea de a cruța populația orașului. Graf Salm refuză condițiile de capitulare ale sultanului, care începe asediul.

### Luptele subterane
Prin lipsa artileriei grele, focul artileriei otomane nu a avut efectul dorit. Urmează încercarea otomană de a dărâma zidurile de apărare prin explozii subterane, dar în același timp continuă și focul de derutare al artileriei turcești. Săpăturile turcești subterane se concentrează pe zona sudică a orașului, unde fortificația era cea mai bună. Au avut loc brutale ciocniri subterane. Datorită superiorității armurilor de cavaleri, vienezii ies învingători în această luptă.
Cu toate acestea, turcii reușesc să facă o serie de breșe și spărturi în zidul de apărare, ceea ce a dus la lupte deosebit de înverșunate mai ales cu ienicerii..

### Atacul otoman
La 12 octombrie turcii reușesc să spargă o breșă mare în zid, numit "Suleiman breșe", prin care vor să intre în oraș. În această luptă deosebit de crâncenă turcii pierd 1.200 de ieniceri, nereușind să străpungă apărarea.
În seara zilei, Soliman ține în cortul lui un consiliu de război, deoarece în acest timp asigurarea turcilor cu provizii era deosebit de proastă. Pentru prima dată în istorie, ienicerii și-au exprimat dezaprobarea față de modul de aprovizionare. Sultanul le-a promis că, în cazul victoriei, vor primi o recompensă bogată, fapt care i-a convins să pornească la un nou atac.
La 14 octombrie, turcii reușesc să facă o breșă în "Poarta Kernten", însă din cauza pericolului de surpare, la care erau supuși atacatorii, apărătorii reușesc din nou să închidă spărtura din zid prin construirea de palisade, astfel că atacul eșuează.

### Sfârșitul asediului
Ienicerii refuză să continue asediul, întorcându-se în tabără. În noaptea de 15 octombrie începe retragerea armatei otomane, care lasă în urma sa tot ce nu putea transporta. Trupele s-au retras în dezordine la Belgrad, de unde sultanul a pornit un nou atac împotriva Ungariei.

## Urmări
Pierderile turcilor sunt estimate de unii istorici la 20.000, iar de alți istorici la 40.000 căzuți pe câmpul de luptă, între care mulți ieniceri (pedeștri) și spahii (călăreți). Numărul răniților și al bolnavilor este mult mai mare. Înainte de atacul asupra Vienei, imperiul lui Soliman I atinsese apogeul. După această înfrângere, armata turcă, cu elita ei de ieniceri, și-a pierdut renumele de "neînvinsă".
Al doilea Asediu al Vienei, din 1683, a eșuat în același fel, și a fost ultima manifestare a puterii otomane.
1. ↑  Günter Düriegl (Redaktion), Historisches Museum der Stadt Wien (Herausgeber): Wien 1529. Die erste Türkenbelagerung. Textband der 62. Sonderausstellung des Historischen Museums der Stadt Wien, Verlag Hermann Böhlaus Nachf. GmbH, Wien–Köln–Graz 1979, ISBN 3-205-07148-4.